# Eugene Kevin Scallan
Eugene Kevin Scallan (* 1893; † 1966) war ein südafrikanischer Botschafter.

## Leben
Eugene Kevin Scallan studierte am St. Henry's Marist Brothers' College, Bachiller an der Universität Kapstadt, an der Transvaal School of Mines der Witwatersrand-Universität, Universität Pretoria wurde 1909 Postbeamter und ab 1918 im Finanzamt beschäftigt, war ab 1948 Gesandter der Südafrikanischen Union in Rio de Janeiro.
1921 trat er in den auswärtigen Dienst.
Von 1929 bis 1934 war er in Washington, D.C. akkreditiert.
Von 1934 bis 1935 war er in Geschäftsträger in Lissabon.
1936 war er in Rom akkreditiert.
Von 1936 bis 1938 war er politischer Botschaftssekretär in London.
Bei der Krönung von Georg VI. (Vereinigtes Königreich) gehörte er zur Staffage.
Von 1939 bis 1943 war er Generalkonsul in Lourenco Marques.
Von 1943 bis 1948 war er Stellvertreter des High Commissioners der Südafrikanischen Union in London.
Von 1948 bis 1951 war er Gesandter in Brasilien.
Von 1951 bis 1953 war er Gesandter in Argentinien und Chile.
| Vorgänger                | Amt                                                                   | Nachfolger                 |
| ------------------------ | --------------------------------------------------------------------- | -------------------------- |
| —                        | südafrikanischer Botschafter in Lissabon 1934 bis 1935                | Eric Louw                  |
| Filippus Fourie Pienaar  | Generalkonsul in Lourenço Marques 5. Januar 1939 bis 20. Oktober 1943 | —                          |
| Frans du Plessis         | Botschafter in Rio de Janeiro 1948 bis 1951                           | Johannes Dreyer Pohl       |
| Stephan François Du Toit | Botschafter in Buenos Aires 1952–1954                                 | William Henry Evered Poole |